# 타이론 지오다노
타이론 지오다노(Tyrone Giordano, 1976년 4월 18일 ~ )는 미국의 청각 장애인 배우이다.
하트퍼드에서 태어났다.

## 출연 작품

### 영화
- 우리, 사랑해도 되나요? (2005) - 태드 스톤 역
- 우리, 사랑일까요? (2005)
- 킬 위드 미 (2008) - 팀 윌크스 역
- 나의 말을 지켜봐 - 어느 귀 먼 연예인들의 이야기 (2009, See What I'm Saying: The Deaf Entertainers Documentary) - 다큐멘터리
- 올 어바웃 스티브 (2009, All About Steve) - 아빠 역
- 쓰리 데이즈 (2010) - 마이크 역

### 텔레비전
- Out of Practice (2005)